# Francesco Angelo Rapaccioli
Francesco Angelo Rapaccioli (Collescipoli, 1605 - Roma, 15 de maio de 1657) foi um cardeal do século XVII.

## Biografia
Nasceu em Collescipoli em 1605, Collescipoli, diocese de Narni. De família modesta. Filho de Pietro Rapaccioli (+ 1637) e Ginevra delli Griffi (+ 1632), um romano. Eles tiveram seis filhos. duas meninas e quatro meninos. O pai, natural de Collescipoli, perto de Terni, tinha uma loja na Piazza della Rotonda, enriqueceu com o comércio de tecidos e investiu seus bens para favorecer a carreira eclesiástica do filho. Ligado aos Barberini, em 1630 trabalhou como figura de proa para que eles pudessem comprar a coleção de arte do cardeal Francesco Sforza por 5.000 escudos.
Ele estudou no Collegio Romano. Em 1628 defendeu uma tese de filosofia, dedicada ao cardeal Francesco Barberini (Hesperia modvlatio ad ill.vm Franciscvm Card. Barberinvm in philosophicis dispvtationibvs Francisci Rapaccioli Romani, Romae 1628); no ano seguinte, na festa da Ascensão, pregou na presença do papa na Basílica de Latrão; o sermão foi impresso com uma dedicatória ao Papa Urbano VIII (De Domini in coelum ascensu, Romae 1629). Cultivou a literatura e publicou obras de temas religiosos e profanos. Em 1631, recebeu o título de doutor in utroque iure, tanto em direito canônico quanto em direito civil, mas não há informações sobre a época e a universidade em que o obteve.
Abbreviatore di parco maggiore e referendário dos Tribunais da Assinatura Apostólica da Justiça e da Graça, 17 de setembro de 1630.
Entre 1631 e 1632 recebeu encomendas menores e maiores. Regente da Chancelaria Apostólica, 14 de dezembro de 1634. Clérigo da Câmara Apostólica, novembro de 1636 e tornou-se presidente do Arquivo. Em 12 de janeiro de 1639, foi nomeado provisor e curador geral das fortalezas, armas e munições do Estado Eclesiástico. Tendo-se tornado presidente da Câmara Apostólica, em 16 de maio de 1639 foi designado por seis meses para exercer o ofício da Assinatura da Graça, conhecido como concessum, no lugar de Prospero Fagnani, cargo renovado várias vezes e permanentemente conferido a ele em 21 de novembro de 1641. De 1º de julho de 1641 a 25 de fevereiro de 1643, foi prefeito de Annona. Quando monsenhor Giovanni Battista Lomellini morreu em 2 de março de 1643, comprou o cargo de ecônomo geral por 64.000 escudos, cujas funções eram exercidas por Paolo Emilio Rondinini, já que nesse ínterim havia sido nomeado comissário geral das tropas papais em guerra contra Odoardo Farnese e as forças do grão-duque da Toscana.
Criado cardeal sacerdote no consistório de 13 de julho de 1643. Legado de Viterbo e toda a província do Patrimônio, 2 de agosto de 1643. Recebeu o barrete vermelho e o título de S. Maria in Via, em 14 de dezembro de 1643. Participou do conclave de 1644, que elegeu o Papa Inocêncio X. Abade de Saint-Athanase de Carbonne, diocese de Clermont.
Eleito bispo de Terni em 18 de outubro de 1646. Consagrado em 28 de outubro de 1646, na igreja de Santa Lúcia em Selci, Roma, pelo cardeal Marco Antonio Franciotti, auxiliado por Alfonso Gonzaga, arcebispo titular de Rodes, e por Girolamo Farnese, arcebispo titular de Patras. Optou pelo título de S. Cecília, em 21 de novembro de 1650. Participou do conclave de 1655, que elegeu o Papa Alexandre VII. Pro-camerlengo do Sacro Colégio dos Cardeais, 1655. Camerlengo do Sagrado Colégio dos Cardeais, 10 de janeiro de 1656 até 15 de janeiro de 1657. Renunciou ao governo da diocese de Terni antes de 29 de maio de 1656.
Morreu em Roma em 15 de maio de 1657, perto das 16 horas, de apoplexia, em seu palácio romano no Capitólio. Enterrado perto da capela da Madonna SS. del Rosario na igreja de S. Maria sopra Minerva, Roma.